# Шониха (деревня)
Шо́ниха — деревня в Богородском районе Нижегородской области. Входит в состав Хвощёвского сельсовета.

## География
Деревня расположена в 2,5 километрах от одноименной станции железнодорожной линии Нижний Новгород — Арзамас.

## История
Согласно «Спискам населённых мест Нижегородской губернии» за 1859 год Шониха относилась к эрзянским сёлам Нижегородского уезда Нижегородской губернии. В ней числился 81 крестьянский двор, 245 мужчин и 281 женщина.
31 июля 2009 года в садовом товариществе № 7 (недалеко от деревни) от удара молнии погибли 10 и 13-летняя девочки.

## Известные люди
В деревне родился Герой Советского Союза Иван Фёдорович Якушенко.